# Formula Renault 2.0 NEC 2007
Formula Renault 2.0 Northern European Cup 2007 var ett race som vanns av Frank Kecehele.

## Kalender
| Bana              | Segrare Race 1  | Segrare Race 2     |
| ----------------- | --------------- | ------------------ |
| Zandvoort         | Frank Kechele   | Frank Kechele      |
| Oschersleben      | Frank Kechele   | Riki Christodoulou |
| Assen             | Tobias Hegewald | Frank Kechele      |
| Zolder            | Frank Kechele   | Frank Kechele      |
| Nürburgring       | Tobias Hegewald | Tobias Hegewald    |
| Oschersleben      | Paul Meijer     | Frank Kechele      |
| Spa-Francorchamps | Paul Meijer     | Frank Kechele      |
| Hockenheimring    | Valtteri Bottas | Valtteri Bottas    |

## Slutställning
| Plats | Förare             | Poäng |
| ----- | ------------------ | ----- |
| 1     | Frank Kechele      | 376   |
| 2     | Tobias Hegewald    | 297   |
| 3     | Valtteri Bottas    | 279   |
| 4     | Oliver Oakes       | 191   |
| 5     | Steffen Möller     | 189   |
| 6     | Nicky Catsburg     | 170   |
| 7     | Paul Meijer        | 156   |
| 8     | Adam Christodoulou | 137   |